# اسعد میهنی
ابوالفتح، اسعد میهنی خراسانی (؟ - ۱۱۳۲م) (نسب: اسعد بن ابی‌نصر بن فضل) فقیه شافعی و آموزگار ایرانی بود. در مرو فقه آموخت و پیشوایی برجسته شد. به بغداد درآمد و تدریس در مدرسه نظامیه به او واگذار شد (۵۰۷ق) و شش سال استاد آنجا بود. سپس به عنوان سفیر به مأموریتی به همدان رفت و همان‌جا درگذشت
امام مجد الدین/ فخر الدین ابو الفتح (و ابو سعید) اسعد بن ابی نصر بن الفضل (ابی الفضل) العمری المیهنی خراسانی (د. ۵۲۷ یا به روایتی دیگر به سال ۵۲۳ ق)، از امامان شافعیان دورانش بود که به تعلیقه مشهورش در علم خلاف (با نام طریقه اسعدیه و منسوب به او) معروف است. در منابع گاه نام پدرش را محمد و کنیه جدش را ابو نصر ذکر کرده اند که نباید درست باشد و گویا این خطا نخستین بار از سوی سمعانی در ذیل تاریخ بغداد رخ داده است. گفته شده که وی در میهنه در سال ۴۶۱ ق به دنیا آمد. اسعد میهنی در مرو به آموختن دانش پرداخت. نزد ابوالمظفر السمعانی و مؤفق هروی تحصیل کرد و گفته اند در دانشهای معمول دینی از اقرانش پیشی گرفت. اصول (کلام) را نیز گفته اند نزد ابو عبد الله الفراوی آموخت. او به ویژه در فقه و نظر (جدل و خلاف) تخصص یافت. وی یکچند در مقام نیابت متولی تدریس در نظامیه مرو بود. بعد از مدتی هم به غزنه و لاهور رفت و ثروت و مکنت و شهرت بسیار یافت. وی از سوی سلطان سنجر متولی تدریس مدرسه نظامیه بغداد شد و به بغداد درآمد و بدین ترتیب نفوذ اجتماعی و احترامش نزد عام و خاص دو چندان گردید. او دو بار در بغداد متولی تدریس شد؛ بار نخست به سال ۵۰۷ ق که بعد از چند سال در تاریخ ۵۱۳ ق از تدریس معزول شد. اسعد به سال ۵۱۷ ق دیگر بار برای مدت بسیار کوتاهی متولی تدریس در نظامیه شد. وی نزد خلیفه عباسی وقت و سلجوقیان از احترام فوق العاده ای برخوردار بود. زمانی هم او از سوی سلطان محمود سلجوقی مأمور خدمتی در مرو و زمانی از سوی او مأمور خدمتی در بغداد بود. اسعد میهنی به ویژه در مباحث خلاف فقهی و اصولی شهرت یافت و از او شاگردان در بغداد "تعلیقه" خلاف بر می نوشته اند. مرگ او در همدان در سفری بدان شهر برای مأموریتی بوده است
آرامگاه ابوالفتح میهنی خراسانی واقع در خیابان شریعتی شهر همدان، واقع شده که به نام مزار پلویی شناخته می شود. 